# John Hopkins (écrivain)
Pour les articles homonymes, voir John Hopkins et Hopkins.
John Hopkins, né le 5 août 1938 à Orange, dans le New Jersey et mort le 25 avril 2021, est un écrivain américain.

## Biographie
John Hopkins est diplômé de l'université de Princeton.
Il a beaucoup voyagé à travers l'Europe, l'Amérique du Sud, l'Afrique du Nord et l'Afrique orientale. Son premier ouvrage, un roman, paraît en 1967 et se déroule au Pérou.
Il a enseigné à l'American College de Tanger au cours des années 1960-1970, ville où il a croisé, entre autres, William Burroughs, Jane Bowles et Paul Bowles. Tanger est le cadre de son deuxième roman. Il a épousé Ellen Ann Ragsdale en 1977 ; le couple a trois garçons et a vécu à Oxford.

## Œuvres

### Romans
- L'Arpenteur, Gallimard, 1970 ((en) The Attempt, Viking Press, 1967), trad. Pauline Petit, 224 p.  (ISBN 978-2070740383)
- Les mouches de Tanger, Gallimard, 1973 ((en) Tangier Buzzless Flies, TBS The Book Service Ltd, 1972), trad. Suzanne Nétillard, 400 p.
- Rendez-vous ultimes, la Table ronde, 1991 ((en) Tangier Buzzless Flies, TBS The Book Service Ltd, 1972), trad. Danièle et Pierre Bondil, 216 p.  (ISBN 978-2710304692)
- Le Vol du "Pélican", la Table ronde, 1988 ((en) The Flight of the Pelican, North Point Press, 1982), trad. Danièle et Pierre Bondil, 348 p.  (ISBN 978-2710303374)
- Dans les montagnes chinoises, la Table ronde, 1989 ((en) In the Chinese Mountains, Peter Owen Publishers (en), 1991), trad. Danièle et Pierre Bondil, 216 p.  (ISBN 978-2710303947)
- Adieu, Alice, Quai Voltaire, 1999 ((en) All I Wanted was Company, Arcadia Books, 1999), trad. Claude Nathalie Thomas, 176 p.  (ISBN 978-2912517104)

### Journaux de voyage
- Carnets de Tanger (1962-1979), la Table ronde, 1995 ((en) The Tangier Diaries 1962-1979, Arcadia Books, 1998), trad. Danièle et Pierre Bondil, 320 p.  (ISBN 978-2710306351)
- Carnets d'Amérique du Sud (1972-1973). Un amour imparfait, Quai Voltaire, 2005 ((en) The South American Diaries, Cadmus Editions, 2005), trad. Claude Nathalie Thomas et Hélène Nunez, 256 p.  (ISBN 978-2710326441)
- Carnets du Nil Blanc, Quai Voltaire, 2012 ((en) The White Nile Diaries, I.B.Tauris, 2014), trad. Jean Esch, 208 p.  (ISBN 978-2710368960)